# Großheide
Großheide (wschodniofryz. Grootheid) – gmina samodzielna (niem. Einheitsgemeinde) w Niemczech, w kraju związkowym Dolna Saksonia, w powiecie Aurich.

## Dzielnice
W skład obszaru gminy Großheide wchodzą następujące dzielnice:
- Arle
- Berumbur
- Berumerfehn
- Großheide
- Menstede-Coldinne
- Ostermoordorf
- Südarle
- Südcoldinne
- Westerende
- Westermoordorf